# Keşan
Keşan là một huyện thuộc tỉnh Edirne, Thổ Nhĩ Kỳ. Huyện có diện tích 1187 km² và dân số thời điểm năm 2007 là 77442 người, mật độ 65 người/km².